# 白谷敏明
白谷 敏明（しらたに としあき、1943年（昭和18年）10月21日 - ）は、日本の政治家。元兵庫県宍粟市長（1期）。

## 来歴
1999年兵庫県宍粟郡山崎町長に当選。町長を1期務めた。2005年合併により、宍粟市が誕生、これによる市長選挙に立候補し、旧一宮町長の田路勝らを破って初当選。市長は1期務め、2009年の市長選挙で再選を目指したが、再び立候補した田路に敗れた。